# جيم روث (موسيقي)
جيم روث (بالإنجليزية: Jim Roth)‏ هو موسيقي أمريكي، ولد في 1962.